# Софія-Зоня Монджейовська
Софія-Зоня Монджейовська (1894, село Кізлів, Галичина, Австро-Угорщина, тепер Золочівський район, Львівська область, Україна — 8 травня 1975, Львів) — медична сестра Львівського шпиталю Українських січових стрільців, опікунка останніх місяців життя Івана Франка, боєць Української Галицької армії, зв'язкова і медик УПА.

## Біографія

### Дитинство і юність
Софія Монджейовська народилася 1894 року в селі Кізлів поблизу Буська. Її старша сестра Михайлина працювала продавцем у книжковому магазині, який належав товариству «Просвіта» і знаходився у центрі Львова. У 15-річному віці (1909 р.) дівчина перебралася до сестри і записалася на курси медичних сестер, які успішно закінчила. Трудове життя починала в одній з міських лікарень Львова.
У 1913 року записується до одного з перших загонів Українських січових стрільців. Проходить вишкіл у чоті жінок, яких очолювала Олена Степанів.

### Участь у боях за гору Маківка
Завдяки медичній спеціальності, вже на початку 1915 року Зоня Монджейовська з загоном січових стрільців потрапляє в Карпати, на оборону гори Маківка, де підрозділи УСС в складі військ Австро-Угорської імперії вели бої з підрозділами Російської імператорської армії. Тут Софія Монджейовська пройшла перше бойове хрещення, витягуючи з поля бою, надаючи невідкладну допомогу своїм побратимам. Вона не раз рвалася в саму гущу бою і на початку травня 1915 року сама була важко поранена після того, як ворожий кавалерист ударив її по голові.
Дівчина потрапляє до шпиталю Українських січових стрільців, який знаходився тоді в домівці дяківської бурси при вулиці Петра Скарги, 2а (тепер — вул. Озаркевича). Надалі лікуючись, Софія Монджейовська доглядає за пораненими січовиками, надає їм професійну допомогу, а через деякий час починає працювати тут медичною сестрою. Після боїв за гору Маківці на обличчі Софії залишився лише помітний шрам.

### Опіка над Франком
У грудні 1915 року медсестра почала опікуватись у шпиталі пристарілим Іваном Франком.
З 1 квітня 1916 року, коли Іван Франко, відчувши наближення смерті, вночі, за сприяння свого 16-літнього небожа Василька Франка, потайки тікає з притулку січовиків додому, Зоня перебирається до напівпорожнього помешкання Івана Яковича на вулиці Понінського, де переконує його, що понад усе в його складному фізичному стані потрібно чітко виконувати приписи лікарів.

### Участь в УГА
Після похорону І. Франка надалі трудиться в шпиталі січовиків. 1918 року записується в Галицьку армію, а в листопаді 1918-го входить до складу перших загонів УГА, яка виступила проти нападу польських військ на Галичину. Разом з УГА Софія Монджейовська дійшла до Києва.
Особливо жорстокий бій, в якому вона брала активну участь, відбувся у середині липня 1919 року поблизу міста Біла Церква, де відділ УГА був оточений. Там медсестра винесла з поля бою, перев'язала, надала необхідну медичну допомогу великій кількості[скільки?] поранених бійців, врятувала життя сотнику Степану Гончару, який згодом став її чоловіком. У цих боях за особливу мужність і вміння діяти оперативно, з найбільшою вигодою для справи медсестру Софію Монджейовську особливо відзначив Голова Директорії УНР Симон Петлюра. Він знайшов її на полю бою і вручив бойову нагороду від імені уряду УНР за врятовані життя бійців та командирів.

### Подальше життя
Після радянсько-української війни Софія Монджейовська та Степан Гончар повертаються в Галичину, де одружуються, в них народжується двоє дітей — Христина та Лідія. Під час другої світової війни Зоня стає зв'язковою УПА, потайки від нацистів, а потім і від радянської влади лікує повстанців, в тому числі була медиком генерал-хорунжого Романа Шухевича.
Софія Монджейовська померла 8 червня 1975 року.

## Родина
- чоловік — Степан Гончар (пом. 1962), сотник УГА, врятований Софією в боях поблизу Білої Церкви;
- доньки Христина та Лідія.

## Пам'ять
6 червня 1993 року в Музеї Івана Франка у Львові у рамках відзначення пам'яті роковин смерті Франка вшанували двох українок — завідувачку шпиталю Українських січових стрільців Ірену Домбчевську та медсестру притулку і реабілітації вояків Софію-Зоню Моджейовську. У зв'язку з цим директор музею Івана Франка Роман Горак випустив дві брошури, в яких розповів про двох славних українок, які опікувалися долею хворого творця в останні дні його життя. На урочистостях побували рідні опікунок Івана Франка з США та України.